# Henri Bernstein

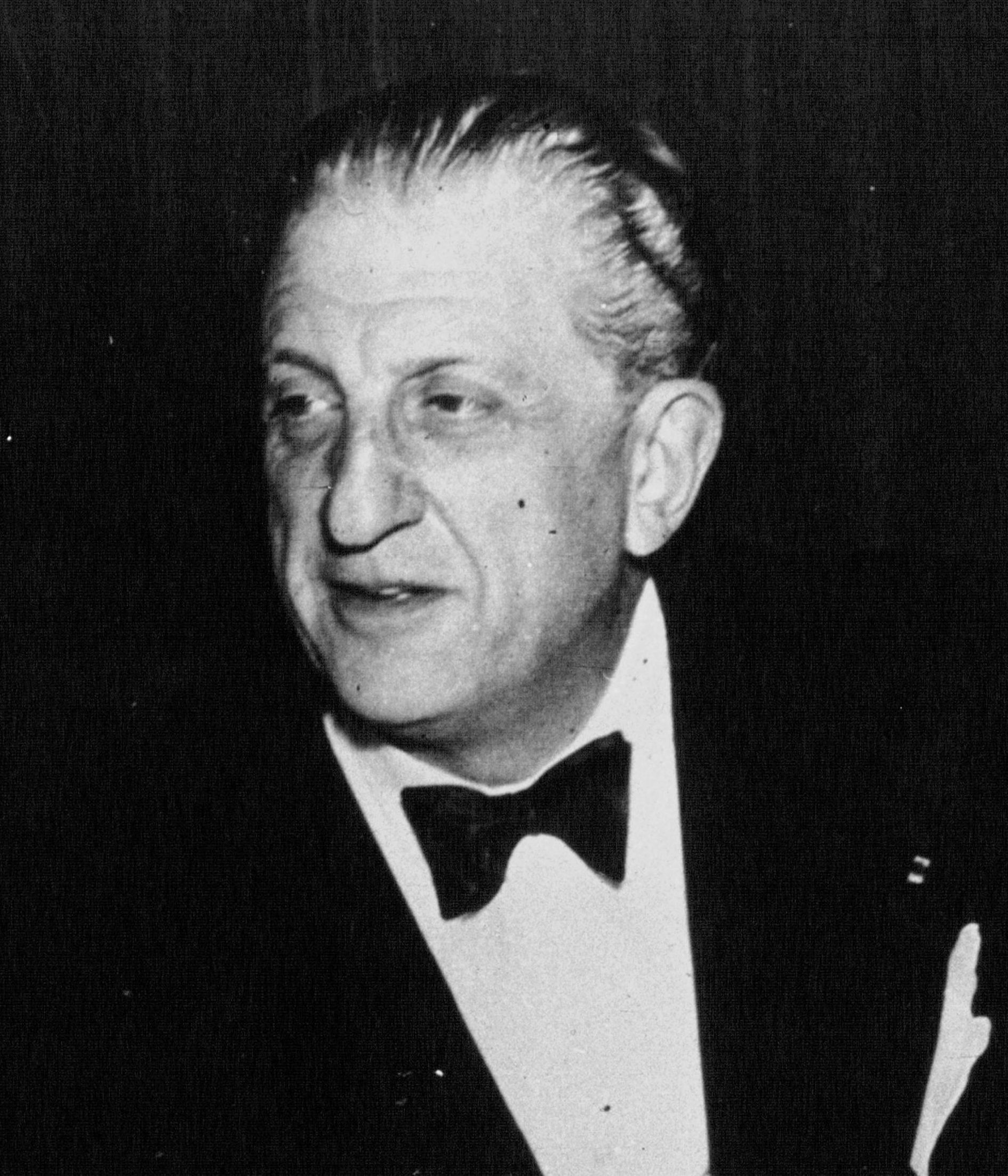
Henri Bernstein, 1936.

Henri Bernstein, född 20 juni 1876 och död 27 november 1953, var en fransk-judisk dramatisk författare.
Bernstein skrev främst lättsamma men ändå intrikata pjäser som blev mycket uppskattade i hans samtid. Bland hans pjäser märks Le voleur (1906), Le secret (1913), det mera allvarsamma dramat Judith (1922), La galerie des glaces (1924), Felix (1925) samt Le venin (1927).